# Pieniężno (gmina)
Pieniężno est une gmina mixte du powiat de Braniewo, Varmie-Mazurie, dans le nord de la Pologne. Son siège est la ville de Pieniężno, qui se situe environ 27 km au sud-est de Braniewo et 55 km au nord-ouest de la capitale régionale Olsztyn.
La gmina couvre une superficie de 241,43 km2 pour une population de 6 789 habitants.

## Géographie
Outre la ville de Pieniężno, la gmina inclut les villages de Białczyn, Bornity, Borowiec, Brzostki, Cieszęta, Gajle, Gaudyny, Glądy, Glebiska, Jesionowo, Jeziorko, Kajnity, Kierpajny Małe, Kierpajny Wielkie, Kiersiny, Kolonia, Kowale, Łajsy, Lechowo, Łoźnik, Lubianka, Niedbałki, Pajtuny, Pakosze, Pawły, Pełty, Pieniężno Drugie, Pieniężno Pierwsze, Piotrowiec, Pluty, Posady, Radziejewo, Różaniec, Sawity, Wojnity, Wopy, Wyrębiska et Żugienie.
La gmina borde les gminy de Braniewo, Górowo Iławeckie, Lelkowo, Lidzbark Warmiński, Orneta et Płoskinia.